# Bernard Francis Law
Bernard Francis Law (1931–2017) là một Hồng y người Hoa Kỳ sinh tại Mexico của Giáo hội Công giáo Rôma. Ông từng đảm nhận nhiều chức vụ khác nhau như Giám mục chính tòa Giáo phận Springfield–Cape Girardeau, Tổng giám mục chính tòa Tổng giáo phận Boston và Tổng quản Vương cung thánh đường Đức Bà Cả ,Rôma.

## Tiểu sử
Hồng y Law sinh ngày 4 tháng 11 năm 1931, tại Torreón, México. Sau quá trình tu học dài hạn tại các cơ sở chủng viện theo quy định từ phía Giáo luật, ngày 21 tháng 5 năm 1961, Phó tế Law được truyền chức linh mục, bởi Tổng giám mục Egidio Vagnozzi, Khâm sứ Tòa Thánh tại Hoa Kỳ. Tân linh mục thuộc linh mục đoàn Giáo phận Natchez-Jackson, bang Mississippi, Hoa Kỳ.
Sau hơn 12 năm thực hiện các công việc mục vụ, ngày 22 tháng 10 năm 1973, tin tức từ Tòa Thánh loan báo việc Giáo hoàng đã xác nhận việc tuyển chọn linh mục Bernard Francis Law 42 tuổi làm Giám mục, cụ thể với vị trí Giám mục chính tòa Giáo phận Springfield-Cape Girardeau, thuộc bang Missouri. Lễ tấn phong cho vị giám mục tân cử được cử hành sau đó vào ngày 5 tháng 12 cùng năm, với phần nghi thức truyền chức chính yếu được cử hành cách trọng thể bởi 3 giáo sĩ cấp cao. Chủ phong cho vị tân chức là Giám mục Joseph Bernard Brunini, Giám mục chính tòa Giáo phận Natchez-Jackson. Hai vị còn lại, với vai trò phụ phong, gồm có Tổng giám mục William Wakefield Baum, Tổng giám mục Tổng giáo phận Washington, Đặc khu Columbia và Tổng giám mục Joseph Louis Bernardin, Tổng giám mục Tổng giáo phận Cincinnati, bang Ohio. Tân giám mục chọn cho mình khẩu hiệu: To live is Christ.
Hơn 10 năm sau khi được chọn làm Giám mục, ngày 11 tháng 1 năm 1984, Tòa Thánh quyết định thăng Giám mục Law làm Tổng giám mục chính tòa Tổng giáo phận Boston. Tân Tổng giám mục đến nhận sứ vụ vào ngày 23 tháng 3 cùng năm. Một năm sau đó, với Công nghị Hồng y 1985, Giáo hoàng Gioan Phaolô II vinh thăng Tổng giám mục Law tước vị Hồng y Đẳng linh mục Nhà thờ Santa Susanna.
Ngày 13 tháng 12 năm 2002, Hồng y Law từ nhiệm Tổng giám mục Boston một phần vì các các cáo buộc thiếu trách nhiệm trong quản lý, che đậy vụ ấu dâm của nhiều linh mục Tổng giáo phận Boston. Trong suốt thời gian cai quản Tổng giáo phận, các linh mục dưới quyền Law đã lạm dụng tình dục hơn 130 trẻ em. Song, các vụ việc đều bị giấu kín.
Hơn một năm sau đó, ngày 27 tháng 5 năm 2004, ông được bô nhiệm làm Tổng quản Đền Thờ Đức Bà Cả, tại Rôma. Ông giữ chức nhiệm này đến ngày 21 tháng 11 năm 2011.
Hồng y Law qua đời ngày 20 tháng 12 năm 2017, thọ 86 tuổi.